# Долина (град)
Доли́на (на украински: Доли́на) е град в Западна Украйна, находящ се в Калушки район на Ивано-Франкивската област. 
През 2021 г. населението на града е било около 20 461 души. Надморската височина на града е около 373 метра.

## Галерия
- Болницата в Долина
- Църква от началото на 20 век
- Историческа сграда
- Районният съд
- Гръцка католическа църква
- Католическа църква
- Гимназия
- Бившата синагога